# ويليام كابل ريفز
ويليام كابل ريفز هو محامي ودبلوماسي وسياسي أمريكي، ولد في 4 مايو 1793 في مقاطعة أمهيرست في الولايات المتحدة، وتوفي في 25 أبريل 1868 في شارلوتسفيل في الولايات المتحدة. نشط حزبياً في ديمقراطية جاكسونية والحزب الديمقراطي وحزب اليمين.

## مناصب
- انتخب عضو مجلس نواب فرجينيا  [لغات أخرى]‏.
- انتخب عضو مجلس الشيوخ الأمريكي [الإنجليزية]‏ عن دائرة Virginia Class 1 senate seat ‏ وقد انضم خلال فترته النيابية [الإنجليزية]‏ (4 مارس 1843 – 4 مارس 1845) للكتلة البرلمانية حزب اليمين.
- انتخب عضو مجلس الشيوخ الأمريكي [الإنجليزية]‏ عن دائرة Virginia Class 1 senate seat ‏ وقد انضم خلال فترته النيابية [الإنجليزية]‏ (4 مارس 1841 – 4 مارس 1843) للكتلة البرلمانية حزب اليمين.
- انتخب عضو مجلس الشيوخ الأمريكي [الإنجليزية]‏ عن دائرة Virginia Class 1 senate seat ‏ وقد انضم خلال فترته النيابية [الإنجليزية]‏ (18 يناير 1841 – 4 مارس 1841) للكتلة البرلمانية حزب اليمين.
- انتخب عضو مجلس الشيوخ الأمريكي [الإنجليزية]‏ عن دائرة Virginia Class 1 senate seat ‏ وقد انضم خلال فترته النيابية [الإنجليزية]‏ (4 مارس 1837 – 4 مارس 1839) للكتلة البرلمانية الحزب الديمقراطي.
- انتخب عضو مجلس الشيوخ الأمريكي [الإنجليزية]‏ عن دائرة Virginia Class 1 senate seat ‏ خلال فترته النيابية [الإنجليزية]‏ (4 مارس 1836 – 4 مارس 1837).
- انتخب عضو مجلس الشيوخ الأمريكي [الإنجليزية]‏ عن دائرة المقعد الثاني لفرجينيا ‏ خلال فترته النيابية [الإنجليزية]‏ (4 مارس 1833 – 22 فبراير 1834).
- انتخب عضو مجلس الشيوخ الأمريكي [الإنجليزية]‏ عن دائرة المقعد الثاني لفرجينيا ‏ خلال فترته النيابية [الإنجليزية]‏ (10 ديسمبر 1832 – 4 مارس 1833).
- انتخب عضو مجلس نواب الولايات المتحدة عن ولاية فرجينيا ‏.
- انتخب عضو مجلس النواب الأمريكي.